# Neorepukia pilama
Neorepukia pilama är en spindelart som beskrevs av Forster och Wilton 1973. Neorepukia pilama ingår i släktet Neorepukia och familjen trattspindlar. Inga underarter finns listade i Catalogue of Life.